# Duke of Lancaster

Wappen des ersten Duke of Lancaster

Duke of Lancaster (Herzog von Lancaster) war ein britischer Adelstitel, der dreimal in der Peerage of England verliehen wurde.
Der Titel ist benannt nach der Honour, Burg und Stadt von Lancaster in der Grafschaft Lancashire. Der mit dem Titel verbundene Grundbesitz, das Herzogtum Lancaster, befindet sich seit dem letztmaligen Erlöschen des Titels 1413 durchgängig im Besitz des englischen bzw. britischen Monarchen.

## Verleihung
Die erste Verleihung des Titels Duke of Lancaster erfolgte am 6. März 1351 durch Eduard III. mit Zustimmung des Parlaments an Henry of Grosmont, 4. Earl of Lancaster aufgrund der Verdienste um die englische Krone. Henry of Grosmont hinterließ keine männlichen Erben, worauf der Titel mit dessen Tod im Jahre 1361 erlosch.
Seine Besitzungen wurden zwischen seinen beiden Töchtern Maud und Blanche aufgeteilt. Als Maud im April 1362 kinderlos verstarb, ging das gesamte Erbe der Lancaster an Blanche und deren Gatten John of Gaunt, 2. Earl of Derby, dem drittältesten (das Erwachsenenalter erreichenden) Sohn Eduards III. Diesem wurde vom König in der Parlamentssitzung vom 13. November 1362 der Titel Duke of Lancaster neu verliehen. Unter John of Gaunt wurde das erneut entstandene Herzogtum Lancaster um bedeutende Besitzungen erweitert.
Nach dem Tod von John of Gaunt im Jahr 1399 konfiszierte Richard II. diese Besitzungen, während Gaunts Sohn und Erbe Henry Bolingbroke, 2. Duke of Lancaster im Exil verweilte. Dieser intervenierte und setzte Richard II. ab, um am 13. Oktober 1399 als Heinrich IV. den Thron zu besteigen. Der Titel erlosch dabei durch Verschmelzen mit der Krone, während das Territorium das Herzogtum Lancaster in den Kronbesitz überging. Schon am 10. November 1399 gab Heinrich IV. das Herzogtum an seinen Sohn Henry of Monmouth und erhob ihn in dritter Verleihung zum Duke of Lancaster. Als dieser 1413 als Heinrich V. zum König gekrönt wurde, erlosch der Titel und das Herzogtum befindet sich seither im Besitz des Monarchen. Heinrich IV. hatte 1399 verfügt, das Herzogtum von Lancaster nicht als Teil des Kronbesitzes anzusehen und von diesem getrennt zu verwalten. Dieser Sonderstatus wurde später auch von Eduard IV. und Georg V. bestätigt.

## Duchy of Lancaster in der Neuzeit
Obwohl der Duke-Titel (Dukedom of Lancaster) 1413 formell erloschen ist, besteht der herzogliche Grundbesitz, das Herzogtum Lancaster (Duchy of Lancaster), weiter. Die englischen und britischen Monarchen werden als Inhaber der Duchy inoffiziell auch als Duke of Lancaster bezeichnet. Das Herzogtum zählt bis heute zum persönlichen, ererbten Eigentum des jeweiligen Monarchen, welcher aus ihm den Hauptteil seines privaten Einkommens bezieht. Es wird getrennt vom Crown Estate (Krongut) verwaltet.

## Liste der Dukes of Lancaster

### Duke of Lancaster, erste Verleihung (1351)
- Henry of Grosmont, 1. Duke of Lancaster (1306–1361)

### Duke of Lancaster, zweite Verleihung (1362)
- John of Gaunt, 1. Duke of Lancaster (1340–1399)
- Henry Bolingbroke, 2. Duke of Lancaster (1366/67–1413), 1399 gekrönt als Heinrich IV.

### Duke of Lancaster, dritte Verleihung (1399)
- Henry of Monmouth, 1. Duke of Lancaster (1387–1422), 1413 gekrönt als Heinrich V.